# Daihatsu Charade
Daihatsu Charade je miniautomobil, který od roku 1977 vyrábí japonská automobilka Daihatsu. Jeho předchůdcem bylo Daihatsu Storia.

## První generace
První generace označovaná jako G10 se vyráběla do roku 1983. K dispozici byla jako tří- nebo pětidveřový hatchback. K pohonu sloužil motor o objemu 993 cm3, který dosahoval výkonu 37 kW.

## Druhá generace

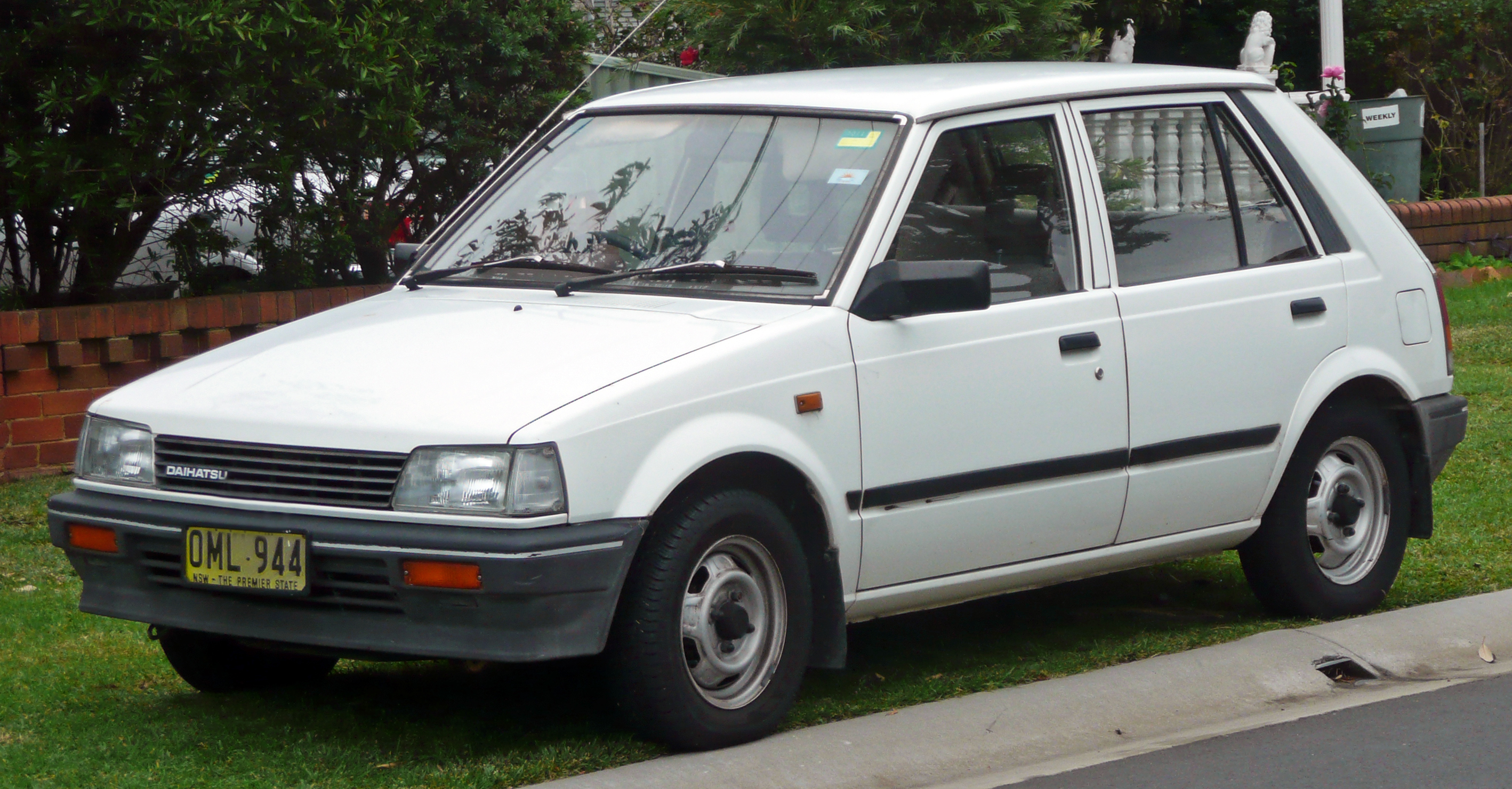
Druhá generace po faceliftu

Druhá generace, označovaná jako G11, se vyráběla v letech 1983 až 1987. V roce 1985 prošel vůz faceliftem. Stále se vyráběl jako tří- nebo pětidveřový hatchback. Kromě základního tříválcového motoru byla k dispozici jeho přeplňovaná verze a dieselový a turbodieselový motor. Vůz měl pětistupňovou manuální převodovku. Sportovní verze se jmenovala Daihatsu Charade DeTomaso a měla výkon 50 kW.

## Třetí generace

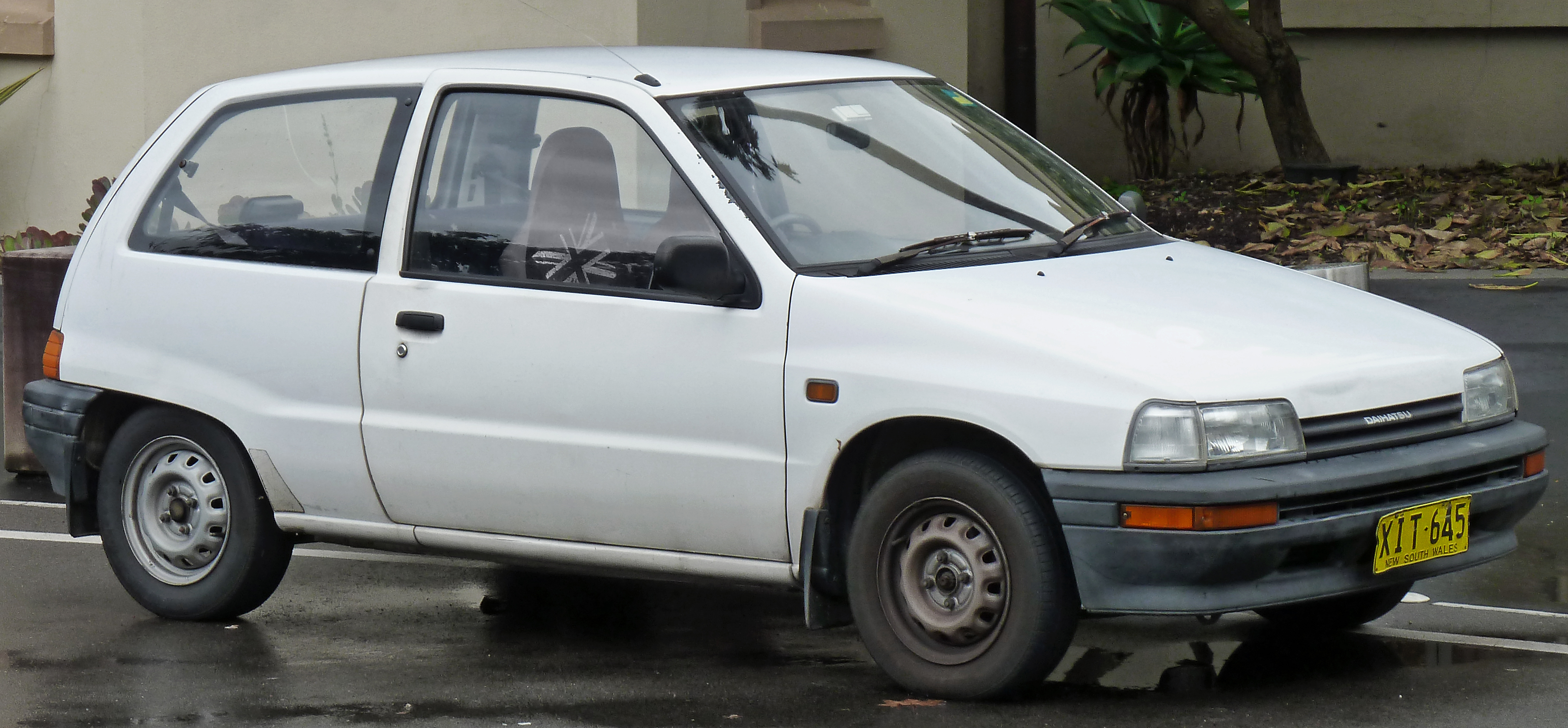
Třetí generace

Třetí generace s označením G100 a G102 se vyráběla v letech 1987 až 1994. V nabídce byla větší paleta motorů a vůz se také vyráběl jako čtyřdveřový sedan. Objevily se také sportovní verze GTti. Model prošel faceliftem v roce 1991, některý typy měly pohon všech kol.

## Čtvrtá generace

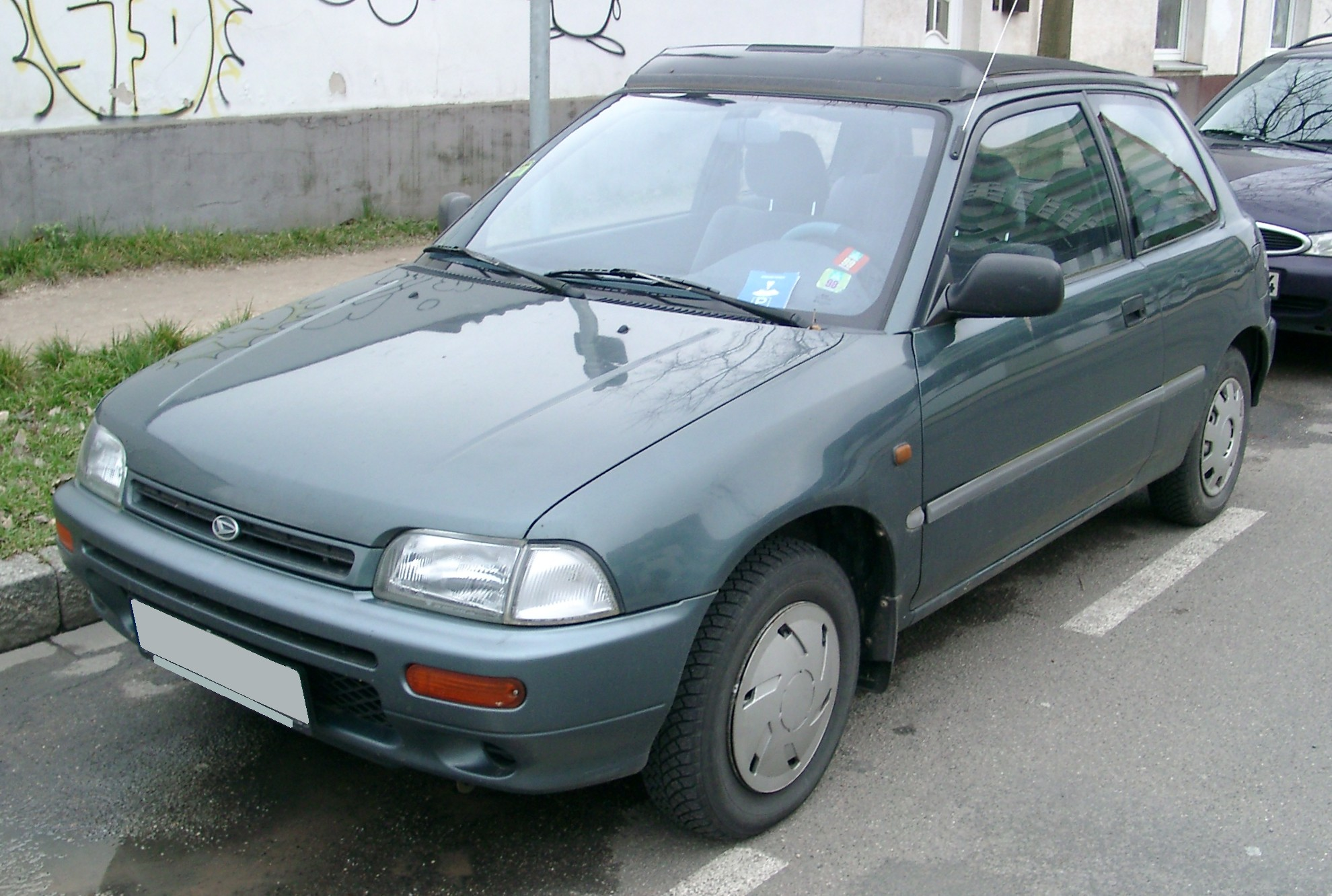
Čtvrtá generace

Čtvrtá generace byla pojmenována G200 a G203. Vyráběla se v letech 1994 až 2000 opět jako sedan a hatchback. V roce 2000 jej nahradil vůz Daihatsu Sirion.

## Pátá generace
Pod názvem Daihatsu Charade se na některých trzích prodává druhá generace vozu Toyota Yaris.

## Závodní verze

### Daihatsu Charade 926 Turbo
Tento typ pro rallye byl odvozen z druhé generace, konkrétně ze sportovního typu Daihatsu Charade DeTomaso Turbo. Homologace proběhla 1. ledna 1985. K pohonu sloužil řadový tříválec SOHC o objemu 926 cm3, který dosahoval výkonu 75 koní. V rámci homologace bylo postaveno pouze 200 vozů.

### Daihatsu Charade DeTomaso 926R
Tento speciál byl postaven pro závody ve skupině B. Poprvé byl představen na tokijském autosalonu v roce 1985. Motor byl umístěn uprostřed a poháněl zadní kola. Poháněl jej dvanáctiventilový řadový tříválec CB70 typu DOHC přeplňovaný turbodmychadlem, který dosahoval výkonu 118 koní. Na patnáctipalcových kolech byly pneumatiky Pirelli. Volant a řadicí páka byly od firmy Momo. Vůz měl startovat na několika podnicích Mistrovství světa v rallye 1986, ale ta byla po tragických nehodách zrušena s platností od další sezony a nemělo tedy cenu vůz dále vyvíjet.
Rozměry
- Hmotnost: 800 kg
- Délka: 3850 mm
- Šířka: 1640 mm
- Výška: 1360 mm
- Rozvor: 2320 mm